# SMS Kurfürst Friedrich Wilhelm
Le SMS Kurfürst Friedrich Wilhelm est l'un des premiers cuirassés de haute mer de la Marine impériale allemande, lancé en 1891.

## Description et historique
C'est l'un des quatre navires de la classe de cuirassé de type pré-Dreadnought Brandenburg.
Les cuirassés de la classe Brandenburg étaient uniques pour leur époque du fait de leur armement principal, composé de six canons répartis en trois tourelles de deux, contre quatre canons répartis en deux tourelles de deux sur leurs homologues étrangers.
Le cuirassé est baptisé du nom du prince-électeur (Kurfürst) Frédéric-Guillaume Ier de Brandebourg. Après son acquisition par la marine ottomane en 1910, il est rebaptisé Barbaros Hayreddin du nom de l'amiral Barberousse.

## Service
Au sein de la marine ottomane, il participe aux batailles du cap Hellès (décembre 1912) et de Lemnos (janvier 1913) contre la marine grecque au cours de la Première Guerre balkanique.
Il est coulé le 8 août 1915 par un sous-marin britannique au cours de la bataille des Dardanelles.